# Absalons Hemmelighed
Absalons Hemmelighed var DR's julekalender i 2006. Absalons Hemmelighed blev genudsendt som årets DR1-julekalender i 2010, og igen i 2015.

## Handling
Absalons Hemmelighed handler om den 12-årige pige Cecilie Berggren, der bor med sin familie ovenover stormagasinet Magasin du nord i København. Cecilie Berggren interesser sig meget for sten. I forbindelse med bygningen af en ny metrotunnel under stormagasinet har man fundet ruinerne af Absalon's gård, og der er derfor blevet åbnet en udstilling i stormagasinet med fundene fra udgravningerne. Under åbningen hører Cecilie Berggren en gæst (Kollinus) tale om "Absalons Hemmelighed", og hun beslutter sig for at undersøge, hvad denne hemmelighed er. Cecilie Berggren møder drengen Hubert, der ikke ved, hvor han kommer fra, og kun kan huske en mystisk melodi. Hubert bor i en hule i gangene under stormagasinet sammen med sine to voksne venner, Frode og Ib. Sammen kommer de to på sporet af Absalons hemmelighed, der viser sig at være en helbredende engel. Englen kom til jorden i middelalderen, for at gøre Absalons søn Hans rask. Cecilie Berggren håber at englen kan hjælpe med at gøre hendes 8-årige hjertesyge lillesøster Ida rask. Senere viser det sig at Hubert i virkeligheden er den engel som Absalon spærrede inde for mange år siden. En berømt arkæolog ved navn Petra Bramming forfølger Hubert, som hun vil bruge til et forsøg; Vagten Amir Tabur er også med på planen i en kort periode, men vælger til sidst at skifte side og forråde Petra Bramming. Ida Berggren får det værre og værre og må til sidst indlægges juleaften. Men med hjælp fra Frode og Ib lykkedes det Cecilie Berggren og Hubert at få helbredt Ida Berggren, og Hubert må rejse tilbage til himlen igen.

## Personel
Skuespillere
Cecilie Berggren – Sarah Juel Werner
Hubert – Gustav Hintze
Ida Berggren– Eva-Theresa Jermin Anker
Benedikte Berggren – Ellen Hillingsø
Niels Berggren – Henrik Prip
Petra Bramming – Sarah Boberg
Amir Tabur – Ali Kazim
Frode – Claus Bue
Ib – Mikkel Vadsholt
Manuskript
Maya Ilsøe, Poul Berg, Rum Malmros, Jannik Tai Mosholt og Kari Vidø.
Instruktion
Morten Køhlert, Trine Piil og Malene Vilstrup
Scenografi
Sarah Maria Fritsche og Kirsten Koch
Musik
Kåre Bjerkø, Dicte, Jimmy Jørgensen, Caroline Henderson, Elisabeth, Szhirley, Stine Hjelm, Østkyst Hustlers, Magtens Korridorer, Souvenirs, Roskilde Domkirkes Drengekor og Rasmus Nøhr
Locations
TV-Byen, Ruinerne af Absalons borg, Magasin du Nord, Roskilde Domkirke, Kronborg, Vor Frue Kirke (Kalundborg), Skt. Bendts Kirke og Mønsted Kalkgruber.

## Soundtrack
Soundtracket til serien blev indspillet af en række forskellige kunstnere. Albummet nåede fem uger på den danske albumhitliste med en syvendeplads som højeste placering.
1. "Drømte Mig En Lille Drøm" - 4:19 (Dicte)
2. "Hvis Du Gi´r En Pebernød" - 3:19 (Szhirley)
3. "Regnvejr" - 2:35 (Rasmus Nøhr)
4. "Kære Søde Julemand" - 3:31 (Stine Hjelm)
5. "Englen Våger Over Verden" - 3:24 (Jimmy Jørgensen)
6. "Jeg Ved Jeg Bli´r Berømt" - 3:44 (Stine Hjelm)
7. "Venner" - 3:32 (Souvenirs)
8. "1000 Gange" - 3:10 (Caroline Henderson)
9. "Julelykkeland" - 3:37 (Elisabeth)
10. "To Skridt Bagud" - 3:06 (Østkyst Hustlers)
11. "Ida" - 4:00 (Magtens Korridorer)